# Tessy av Luxemburg
Tessy av Luxemburg, född som Tessy Antony 28 oktober 1985 i Luxemburg, Luxemburg. Hon var gift med Louis av Luxemburg, son till storhertig Henri av Luxemburg och Maria Teresa av Luxemburg.
Tessy var underofficer i Luxemburgs armé när hon träffade prins Louis i Kosovo. De gifte sig 29 september 2006. I samband med vigseln avsade sig Louis arvsrätten till Luxemburgs tron. Paret har två söner, Gabriel född 2006 och Noah född 2007. År 2017 kungjorde paret att de ansökt om skilsmässa.
Tessy fick titeln Hennes kungliga höghet prinsessa av Luxemburg 2009. Parets söner har titeln prinsar av Nassau.